# سعيد بن يحيى الأموي
سعيد بن يحيى بن سعيد بن أبان بن سعيد بن العاص بن سعيد بن العاص بن أمية القرشي، الأموي، أبو عثمان البغدادي. من رواة الحديث وهو ثقة، أصله كوفي، سكن بغداد، اتفقا على الرواية عنه في الصحيحين، قال البخاري مات سنة تسع وأربعين ومائتين.

## روايته للحديث النبوي
روى عن: أبي بدر شجاع بن الوليد، وصلة بن سليمان، وعبد الله بن إدريس، وعمه عبد الله بن سعيد الأموي، وعبد الله بن المبارك، وعبد الرحيم بن سليمان، وعبد الملك بن قريب الأصمعي، وعمه عبيد بن سعيد الأموي، وعيسى بن يونس، ومحمد بن حمزة الجزري الرقي، وعمه محمد بن سعيد الأموي، ومروان بن معاوية الفزاري، ومسلم بن خالد الزنجي، ومعاوية بن عمرو الأزدي، ووكيع بن الجراح، ويحيى بن زياد الرقي ولقبه فهير، وأبيه يحيى بن سعيد بن سعيد الأموي صاحب " المغازي "، وأبي بكر بن عياش، وأبي القاسم بن أبي الزناد.
روى عنه: الجماعة سوى ابن ماجة، وإبراهيم بن إسحاق الحربي، وأحمد بن بشر بن عبد الوهاب الأموي، وأحمد بن بكر الوراق، وأحمد بن الحسن بن عبد الجبار الصوفي الكبير، وأبو يعلى أحمد بن علي بن المثنى الموصلي، وأبو بكر أحمد بن عمرو بن عبد الخالق البزار، وأبو عبد الله أحمد بن محمد بن المغلس البزاز، وإسحاق بن بنان الأنماطي، وبقي بن مخلد الأندلسي، والحسين بن إسحاق التستري، والحسين بن إسماعيل المحاملي - وهو آخر من روى عنه، وزكريا بن يحيى السجزي، وصالح بن محمد البغدادي الحافظ، وعبد الله بن أحمد بن حنبل، وعبد الله بن محمد بن عبد العزيز البغوي، وعثمان بن خرزاذ الأنطاكي، وعلي بن بيان المطرز، وعمر بن محمد بن بجير، وأبو حاتم محمد بن إدريس الرازي، ومحمد بن عبد الله بن سليمان الحضرمي، ومحمد بن علي الحكيم الترمذي، ومحمد بن عيسى بن شيبة السدوسي ابن أخي يعقوب بن شيبة، ومحمد بن محمد بن سليمان الباغندي، ومحمد بن واصل المقرئ والهيثم بن خلف الدوري، ويحيى بن محمد بن صاعد، ويعقوب بن سفيان الفارسي.

## أقوال العلماء فيه
الجرح والتعديل
- قال أبو حاتم الرازي: صدوق.
- قال أبو حاتم بن حبان البستي: ربما أخطأ.
- قال أحمد بن شعيب النسائي: ثقة.
- قال ابن حجر العسقلاني: ثقة ربما أخطأ.
- قال الذهبي: ثقة.
- قال صالح بن محمد جزرة: صدوق إلا أنه كان يغلط.
- قال علي بن المديني: أثبت من أبيه.
- قال يعقوب بن سفيان الفسوي: ثقة.